# Museo nazionale messaggio biblico di Marc Chagall
Il Museo nazionale messaggio biblico di Marc Chagall (in francese: Musée National Message Biblique Marc Chagall) si trova nel quartiere di Cimiez a Nizza.

## Storia
Il Museo, inaugurato nel 1973, viene costruito mentre Chagall è ancora vivo, grazie al sostegno del ministro della cultura Andrè  Malraux .Esso costituisce una delle più importanti raccolte delle opere di questo artista. 
Esso riunisce le opere di Marc Chagall sulla Bibbia: si tratta di diciassette dipinti dedicati alla Genesi, l'Esodo e al Cantico dei Cantici e degli schizzi relativi agli stessi dipinti.
Marc Chagall e la sua seconda moglie, Valentina, hanno donato allo Stato francese i dipinti nel 1966 e gli schizzi nel 1972.
Il museo conserva anche sculture, un mosaico, un arazzo e tre vetrate.
Negli ultimi anni il Museo è stato rinominato Museo Nazionale Chagall (Musée national Marc Chagall) ed insieme al Musée national Fernand Léger (Biot) ed al Musée national Picasso. La Guerre et la paix (Vallauris) è stato inserito nel circuito dei Musées nationaux du XXe siècle des Alpes-Maritimes.